# Natation aux Jeux olympiques d'été de 2004
Navigation
À l'occasion des Jeux olympiques d'été de 2004, trente-deux épreuves de natation sont organisées dans le Centre aquatique olympique situé au cœur du Complexe olympique d'Athènes. S'y déroulent également les compétitions de natation synchronisée, de plongeon et de water polo

## Tableaux des médailles

### Tableau des médailles pour l'ensemble des sports aquatiques
Voici le tableau des médailles pour les quatre sports aquatiques disputés lors des Jeux olympiques de 2004.
| Rang | Pays                 | Médaille d'or | Médaille d'argent | Médaille de bronze | Total |
| 1    | États-Unis           | 12            | 9                 | 10                 | 31    |
| 2    | Australie            | 8             | 6                 | 7                  | 21    |
| 3    | Chine                | 7             | 3                 | 1                  | 11    |
| 4    | Japon                | 3             | 3                 | 4                  | 10    |
| 5    | Russie               | 2             | 3                 | 3                  | 8     |
| 6    | Pays-Bas             | 2             | 3                 | 2                  | 7     |
| 7    | Ukraine              | 2             | 0                 | 1                  | 3     |
| 8    | France               | 1             | 2                 | 3                  | 6     |
| 9    | Pologne              | 1             | 2                 | 0                  | 3     |
| 10   | Afrique du Sud       | 1             | 1                 | 1                  | 3     |
| -    | Hongrie              | 1             | 1                 | 1                  | 3     |
| -    | Italie               | 1             | 1                 | 1                  | 3     |
| -    | Zimbabwe             | 1             | 1                 | 1                  | 3     |
| 14   | Grèce                | 1             | 1                 | 0                  | 2     |
| 15   | Roumanie             | 1             | 0                 | 1                  | 2     |
| 16   | Allemagne            | 0             | 2                 | 4                  | 6     |
| 17   | Autriche             | 0             | 2                 | 0                  | 2     |
| 18   | Royaume-Uni          | 0             | 1                 | 2                  | 3     |
| 19   | Canada               | 0             | 1                 | 1                  | 2     |
| 20   | Croatie              | 0             | 1                 | 0                  | 1     |
| -    | Serbie-et-Monténégro | 0             | 1                 | 0                  | 1     |
| 22   | Argentine            | 0             | 0                 | 1                  | 1     |
| -    | Trinité-et-Tobago    | 0             | 0                 | 1                  | 1     |

### Tableau des médailles pour la natation
Voici le tableau des médailles pour les épreuves de natation.
| Rang | Pays              | Médaille d'or | Médaille d'argent | Médaille de bronze | Total |
| 1    | États-Unis        | 12            | 9                 | 7                  | 28    |
| 2    | Australie         | 7             | 5                 | 3                  | 15    |
| 3    | Japon             | 3             | 1                 | 4                  | 8     |
| 4    | Pays-Bas          | 2             | 3                 | 2                  | 7     |
| 5    | Ukraine           | 2             | 0                 | 1                  | 3     |
| 6    | France            | 1             | 2                 | 3                  | 6     |
| 7    | Pologne           | 1             | 2                 | 0                  | 3     |
| 8    | Afrique du Sud    | 1             | 1                 | 1                  | 3     |
| -    | Zimbabwe          | 1             | 1                 | 1                  | 3     |
| 10   | Chine             | 1             | 1                 | 0                  | 2     |
| 11   | Roumanie          | 1             | 0                 | 1                  | 2     |
| 12   | Autriche          | 0             | 2                 | 0                  | 2     |
| 13   | Allemagne         | 0             | 1                 | 4                  | 5     |
| 14   | Hongrie           | 0             | 1                 | 1                  | 2     |
| -    | Italie            | 0             | 1                 | 1                  | 2     |
| 16   | Croatie           | 0             | 1                 | 0                  | 1     |
| -    | Russie            | 0             | 1                 | 0                  | 1     |
| 18   | Royaume-Uni       | 0             | 0                 | 2                  | 2     |
| 19   | Argentine         | 0             | 0                 | 1                  | 1     |
| -    | Trinité-et-Tobago | 0             | 0                 | 1                  | 1     |

## Natation
Pour les résultats au-delà des podiums, voir Natation aux Jeux olympiques de 2004, résultats détaillés

### Hommes
| Discipline           | Médaille d'or                                                                  | Médaille d'or  | Médaille d'argent                                                                  | Médaille d'argent | Médaille de bronze                                                             | Médaille de bronze |
| Nage libre           |                                                                                |                |                                                                                    |                   |                                                                                |                    |
| 50 m                 | Gary Hall Jr.                                                                  | 21 s 93        | Duje Draganja                                                                      | 21 s 94           | Roland Schoeman                                                                | 22 s 02            |
| 100 m                | Pieter van den Hoogenband                                                      | 48 s 17        | Roland Schoeman                                                                    | 48 s 23           | Ian Thorpe                                                                     | 48 s 56            |
| 200 m                | Ian Thorpe                                                                     | 1 min 44 s 71  | Pieter van den Hoogenband                                                          | 1 min 45 s 23     | Michael Phelps                                                                 | 1 min 45 s 32      |
| 400 m                | Ian Thorpe                                                                     | 3 min 43 s 10  | Grant Hackett                                                                      | 3 min 43 s 36     | Klete Keller                                                                   | 3 min 44 s 11      |
| 1500 m               | Grant Hackett                                                                  | 14 min 43 s 40 | Larsen Jensen                                                                      | 14 min 45 s 29    | David Davies                                                                   | 14 min 45 s 95     |
| Dos                  |                                                                                |                |                                                                                    |                   |                                                                                |                    |
| 100 m                | Aaron Peirsol                                                                  | 54 s 06        | Markus Rogan                                                                       | 54 s 35           | Tomomi Morita                                                                  | 54 s 36            |
| 200 m                | Aaron Peirsol                                                                  | 1 min 54 s 95  | Markus Rogan                                                                       | 1 min 57 s 35     | Razvan Florea                                                                  | 1 min 57 s 56      |
| Brasse               |                                                                                |                |                                                                                    |                   |                                                                                |                    |
| 100 m                | Kōsuke Kitajima                                                                | 1 min 00 s 08  | Brendan Hansen                                                                     | 1 min 00 s 25     | Hugues Duboscq                                                                 | 1 min 00 s 88      |
| 200 m                | Kōsuke Kitajima                                                                | 2 min 09 s 44  | Dániel Gyurta                                                                      | 2 min 10 s 80     | Brendan Hansen                                                                 | 2 min 10 s 87      |
| Papillon             |                                                                                |                |                                                                                    |                   |                                                                                |                    |
| 100 m                | Michael Phelps                                                                 | 51 s 25        | Ian Crocker                                                                        | 51 s 29           | Andriy Serdinov                                                                | 51 s 36            |
| 200 m                | Michael Phelps                                                                 | 1 min 54 s 04  | Takashi Yamamoto                                                                   | 1 min 54 s 56     | Stephen Parry                                                                  | 1 min 55 s 52      |
| 4 nages              |                                                                                |                |                                                                                    |                   |                                                                                |                    |
| 200 m                | Michael Phelps                                                                 | 1 min 57 s 14  | Ryan Lochte                                                                        | 1 min 58 s 78     | George Bovell                                                                  | 1 min 58 s 80      |
| 400 m                | Michael Phelps                                                                 | 4 min 08 s 26  | Erik Vendt                                                                         | 4 min 11 s 81     | László Cseh                                                                    | 4 min 12 s 15      |
| Relais               |                                                                                |                |                                                                                    |                   |                                                                                |                    |
| 4 × 100 m nage libre | Afrique du Sud Roland Mark Schoeman Lyndon Ferns Darian Townsend Ryk Neethling | 3 min 13 s 17  | Pays-Bas Johan Kenkhuis Mitja Zastrow Klaas-Erik Zwering Pieter van den Hoogenband | 3 min 14 s 36     | États-Unis Ian Crocker Michael Phelps Neil Walker Jason Lezak                  | 3 min 14 s 62      |
| 4 × 200 m nage libre | États-Unis Michael Phelps Ryan Lochte Peter Vanderkaay Klete Keller            | 7 min 07 s 33  | Australie Grant Hackett Michael Klim Nicholas Sprenger Ian Thorpe                  | 7 min 07 s 46     | Italie Emiliano Brembilla Massimiliano Rosolino Simone Cercato Filippo Magnini | 7 min 11 s 83      |
| 4 × 100 m 4 nages    | États-Unis Aaron Peirsol Brendan Hansen Ian Crocker Jason Lezak                | 3 min 30 s 68  | Allemagne Steffen Driesen Jens Kruppa Thomas Rupprath Lars Conrad                  | 3 min 33 s 62     | Japon Tomomi Morita Kōsuke Kitajima Takashi Yamamoto Yoshihiro Okumura         | 3 min 35 s 22      |

### Femmes
| Discipline           | Médaille d'or                                                        | Médaille d'or | Médaille d'argent                                                          | Médaille d'argent | Médaille de bronze                                                                  | Médaille de bronze |
| Nage libre           |                                                                      |               |                                                                            |                   |                                                                                     |                    |
| 50 m                 | Inge de Bruijn                                                       | 24 s 58       | Malia Metella                                                              | 24 s 89           | Libby Lenton                                                                        | 24 s 91            |
| 100 m                | Jodie Henry                                                          | 53 s 84       | Inge de Bruijn                                                             | 54 s 16           | Natalie Coughlin                                                                    | 54 s 40            |
| 200 m                | Camelia Potec                                                        | 1 min 58 s 03 | Federica Pellegrini                                                        | 1 min 58 s 22     | Solenne Figuès                                                                      | 1 min 58 s 45      |
| 400 m                | Laure Manaudou                                                       | 4 min 05 s 34 | Otylia Jędrzejczak                                                         | 4 min 05 s 84     | Kaitlin Sandeno                                                                     | 4 min 06 s 19      |
| 800 m                | Ai Shibata                                                           | 8 min 24 s 54 | Laure Manaudou                                                             | 8 min 24 s 96     | Diana Munz                                                                          | 8 min 26 s 61      |
| Dos                  |                                                                      |               |                                                                            |                   |                                                                                     |                    |
| 100 m                | Natalie Coughlin                                                     | 1 min 00 s 37 | Kirsty Coventry                                                            | 1 min 00 s 50     | Laure Manaudou                                                                      | 1 min 00 s 88      |
| 200 m                | Kirsty Coventry                                                      | 2 min 09 s 19 | Stanislava Komarova                                                        | 2 min 09 s 72     | Antje Buschschulte Reiko Nakamura                                                   | 2 min 09 s 88      |
| Brasse               |                                                                      |               |                                                                            |                   |                                                                                     |                    |
| 100 m                | Luo Xuejuan                                                          | 1 min 06 s 64 | Brooke Hanson                                                              | 1 min 07 s 15     | Leisel Jones                                                                        | 1 min 07 s 16      |
| 200 m                | Amanda Beard                                                         | 2 min 23 s 37 | Leisel Jones                                                               | 2 min 23 s 60     | Anne Poleska                                                                        | 2 min 25 s 82      |
| Papillon             |                                                                      |               |                                                                            |                   |                                                                                     |                    |
| 100 m                | Petria Thomas                                                        | 57 s 72       | Otylia Jędrzejczak                                                         | 57 s 84           | Inge de Bruijn                                                                      | 57 s 99            |
| 200 m                | Otylia Jędrzejczak                                                   | 2 min 06 s 05 | Petria Thomas                                                              | 2 min 06 s 36     | Yuko Nakanishi                                                                      | 2 min 08 s 04      |
| 4 nages              |                                                                      |               |                                                                            |                   |                                                                                     |                    |
| 200 m                | Yana Klochkova                                                       | 2 min 11 s 14 | Amanda Beard                                                               | 2 min 11 s 70     | Kirsty Coventry                                                                     | 2 min 12 s 72      |
| 400 m                | Yana Klochkova                                                       | 4 min 34 s 83 | Kaitlin Sandeno                                                            | 4 min 34 s 95     | Georgina Bardach                                                                    | 4 min 37 s 51      |
| Relais               |                                                                      |               |                                                                            |                   |                                                                                     |                    |
| 4 × 100 m nage libre | Australie Alice Mills Libby Lenton Petria Thomas Jodie Henry         | 3 min 35 s 94 | États-Unis Kara Lynn Joyce Natalie Coughlin Amanda Weir Jenny Thompson     | 3 min 36 s 39     | Pays-Bas Chantal Groot Inge Dekker Marleen Veldhuis Inge de Bruijn                  | 3 min 37 s 59      |
| 4 × 200 m nage libre | États-Unis Natalie Coughlin Carly Piper Dana Vollmer Kaitlin Sandeno | 7 min 53 s 42 | Chine Yingwen Zhu Yanwei Xu Yu Yang Pang Jiaying                           | 7 min 55 s 97     | Allemagne Franziska van Almsick Petra Dallmann Antje Buschschulte Hannah Stockbauer | 7 min 57 s 37      |
| 4 × 100 m 4 nages    | Australie Giaan Rooney Leisel Jones Petria Thomas Jodie Henry        | 3 min 57 s 32 | États-Unis Natalie Coughlin Amanda Beard Jennifer Thompson Kara Lynn Joyce | 3 min 59 s 12     | Allemagne Antje Buschschulte Sarah Poewe Franziska van Almsick Daniela Gotz         | 4 min 00 s 72      |